# La película Pokémon: Hoopa y un duelo histórico
Pokémon The Movie XY Ring no Chomajin Hoopa (ポケモン・ザ・ムービーXY 光輪の超魔神 フーパ Pokemon Za Mūbī Ekkusu Wai Ring no chōmajin Hoopa?, Pokémon la Película XY: El gran genio de los anillos Hoopa) conocida en Estados Unidos como Hoopa and the Clash of Ages, es la decimoctava película de Pokémon y la segunda de la serie XY. Se estrenó el 18 de julio en los cines de Japón.
La película cuenta con el debut de un nuevo Pokémon, Hoopa, y el regreso de varios Pokémon legendarios.

## Sinopsis
Ash, Pikachu y sus amigos se encuentran en un hotel, cuando de repente aparecen unos anillos dorados que los transporta a Ciudad Desert, ), Hoopa le gasta una broma al Chespin de Clemont/Lem, cambiándole un donut por una Baya Tamate con sus anillos, e intenta llevarse otra donut pero Ash y Pikachu lo atrapan y lo intentan detener, pero al final, acaban cruzando por el anillo y conocen a Hoopa. Allí, Hoopa les enseña el poder de sus anillos diciéndoles que están en Ciudad Dahara, y trae un montón de Pikachu salvajes, así como a las Pikachu coquetas, para ver si Ash podía distinguir a su Pikachu. Al ver que si podía y por petición de Mihrimah, devuelven a los Pikachu a su hogar.
Después de traer a Clemont/Lem, Bonnie/Clem y Serena a Ciudad Dahara, Hoopa utiliza los anillos para transportarlos a la Torre Dahara, pero se le olvida que él no podía cruzarlos, así que deciden ir a pie (este es el motivo por el que Bahir se había separado de Mihrimah y Hoopa, para encontrar la vasija castigo, que haría devolver a Hoopa a su forma desatada para que volviera a poder cruzar por sus anillos). En ese momento, tanto Hoopa, como Pikachu y Dedenne notan la presencia de la vasija castigo a manos de Bahir, quien llegó en ese momento a donde ellos estaban montado en su Braviary. Este abre la vasija castigo y Hoopa vuelve a su forma desatada, una vez acabada la transformación, Bahir vuelve en sí, y afirma no recordar haber encontrado la vasija ni su llegada a Ciudad Dahara mientras Hoopa pierde el control destruyendo edificios cercanos, mandando a volar al Team/Equipo Rocket y poniendo en peligro a Ash y compañía. Hoopa utiliza el poder de sus anillos y psíquico para arrancar edificios antiguos y lanzárselos al grupo, pero antes de nadie salga herido, Mihrimah sella de nuevo la forma desatada en la vasija y devuelve a Hoppa a su forma contenida. Bahir explica la vasija castigo estaba llena de maldad, y que por eso cuando él la tocó le controlaba, y también por eso cuando Hoopa cambió de forma perdió el control. Gracias a un invento de Clemont/Lem, consiguen transportar la vasija sin tener que tocarla.
Ya por la noche, el Team/Equipo Rocket logra robar la vasija castigo, pero como Meowth toca la vasija, es poseído por ella y libera la forma desatada. Hoopa, al no querer ser consumido por la fuerza contenida en la vasija la rechaza, y con la ayuda de Bahir y Mihrimah consiguen expulsarla, pero, rompiendo la vasija castigo. Como la vasija está rota y Hoopa a rechazado el poder, este poder se materializa en un Hoopa desatado descontrolado que lo único que busca es poder someter al Hoopa contenido para poder dar rienda suelta a ese poder descontrolado.
Para poder eliminar a esta sombra de Hoopa, el Hoopa original invoca a Lugia, Latios y Latias porque Ash le pide unos pokémon rápidos para huir y poder hacerle frente. Aprovechando el combate, el grupo huye y Bahir llega a la conclusión de que deben hacer una nueva vasija castigo, pero solo en la Torre Dahara. Hoopa envía allí a Bahir, Mihrimah, Serena, Bonnie/Clem, Clemont/Lem, un Hippopotas salvaje y al Frogadier de Ash a la torre Dahara, ya que, como para hacer la vasija castigo Ghris utilizó las tablas elementales de agua, fuego y tierra, ellos utilizarían ataque de esos mismos tipos para crear la nueva vasija. Mientras, Ash y Pikachu se quedan con Hoopa para protegerle, ya que él no podía pasar por sus propios anillos.
Mientras estaban escondidos, Ash le comenta a Hoopa que si su sombra y él son dos partes distintas de sí mismo, deberían llevarse bien. Antes de que Hoopa le pudiera responder, son atacados por la sombra pero una vez más Lugia consigue distraer por más tiempo a la sombra, justo para que pudieran huir. En el interior de un edificio, Hoopa le pregunta a Ash a ver si de verdad podría llevarse bien con su sombra y este le responde que sí, poniendo muy feliz a Hoopa pero son interrumpidos otra vez por la sombra, que les había vuelto a encontrar, y al salir del edificio utiliza cerco dimensión para destruir a Hoopa y a Ash con él, pero son salvados por Lugia en el último momento, aunque cae abatido por un pulso umbrío. Cuando Lugia se recupera, la sombra de Hoopa consigue eludir su aerochorro y meterle en un anillo, para devolverle al mar y librarse de él.
Ahora que ya no tenían de su lado a Lugia, Ash le pide a Hoopa que traiga a Pokémon muy veloces para poder hacer frente a su sombra, y Hoopa trae a un Rayquaza variocolor, un Latios y un Latias. Mientras, su sombra trae a su vez a Dialga, Palkia, Giratina, Kyurem, Groudon primigenio y Kyogre primigenio controlados por su furia. El poder de los legendarios controlados combinado con el de la sombra de Hoopa era demasiado grande, pero gracias a que Rayquaza, Latios y Latias megaevolucionaron pudieron hacerles frente.
Durante el combate, la sombra de Hoopa sintió que la vasija castigo estaba siendo reconstruida en la Torre Dahara, así que envía a los legendarios a destruir la torre. A pesar de los esfuerzos de Mega-Rayquaza en no destruir la torre, acaba recibiendo un bola sombra de la sombra de Hoopa que rompe sus defensas, y permite a Palkia desestabilizar a Mega-Latios, lo que hace que Ash y Hoopa caigan de la grupa de Mega-Latios al exterior de la Torre Dahara. Allí la sombra de Hoopa consigue arrinconarlos y cuándo está a punto de someter a Hoopa, es detenido por el poder de la nueva vasija castigo.
Los legendarios controlados vuelven en sí, y caen al río cansados, y la sombra de Hoopa pierde estabilidad física y vuelve a la vasija castigo, pero toda esa energía hace que la nueva vasija salga despedida de las manos de Bahir. Ash la atrapa al vuelo, pero es poseído por la sombra de Hoopa. En ese momento la sombra le dice a Hoopa a través de Ash que desaparezca, pero Hoopa se niega en rotundo e intenta convencer a su sombra que vuelvan a ser uno solo, como Ash le había dicho que debería ser, contándole la historia de su estancia en el Valle Arcaico.
Le enseña como aprendió a respetar la tierra, y lo bien que se lo pasaba con Mihrimah y Bahir de niños, para hacerle entender que la ira descontrolada acabaría con todo eso, y que por eso había sido sellado. La sombra de Hoopa lo comprende, y pierde toda ira, convirtiéndose en el poder del Hoopa desatado, encerrado en la vasija, sin ningún atisbo de ira, y con un destello de luz, libera a Ash de su control.
Sin embargo, debido a la presencia de tantos Pokémon legendarios en un mismo lugar, se abre una brecha en el espacio-tiempo alrededor de la Torre Dahara que empieza a consumir la torre, encerrando a Ash y compañía junto con el Team/Equipo Rocket y el resto de la gente que había huido del combate de los Pokémon legendarios. Para salvar a todas las personas, liberan el poder del Hoopa desatado, esta vez sin ira y pudiendo ser controlado, para que Hoopa pudiera crear más anillos para sacar a la gente de la brecha espacio-temporal.
Cuando ya han terminado de sacar a toda la gente, devuelven a Hoopa a su forma contenida porque la brecha era demasiado pequeña y terminan de pasar todos, excepto Ash, Bahir, Mihrimah y Hoopa dado que este seguía sin poder atravesar sus anillos. Por ambos lados de los anillos intentan sacar a Hoopa de la brecha sin éxito, hasta que, misteriosamente, la grieta se ve envuelta en una luz dorada y deja de menguar. Al final gracias a la ayuda de los poderes de Bahir y Mihrimah, y los ánimos de Ash, Hoopa comprende las palabras del Ghris, y entiende que forma parte de una familia formada por todas las personas y Pokémon. Al entender esto, Hoopa decide que no desaparecería en la brecha espacio-temporal para dejar de lado a su familia, rompiendo el sello de sus anillos, cruzando por uno y saliendo de la brecha, seguido de Bahir.
En ese momento la luz dorada desaparece y brecha se consume por completo revelando que el Pokémon legendario Arceus, había sido quien había salvado a Hoopa. Ahora que Hoopa puede cruzar por sus anillos, en vez de volver al Valle Arcaico, decide quedarse con Bahir y Mihrimah, a reconstruir la Torre Dahara. Antes de despedirse de Ash y compañía, le desea a Ash que logre convertirse en Maestro Pokémon.

## Personalidad y características
Al principio Hoopa era un Pokémon travieso, pillo, egoísta, orgulloso y fuerte, pero con un gran sentido de la gratitud, y bastante ignorante, porque a cambio de comida les regaló a los habitantes de Ciudad Dahara toneladas de oro. Le encanta hacer travesuras con sus anillos como cuando le cambió al Chespin de Clemont/Lem su donut por una baya Tamate. Es uno de los pocos Pokémon en poder hablar sin el uso de telepatía. Cuando Ash le dice que quería completar su sueño por su propia cuenta, sin ayuda de los anillos, se queda muy sorprendido, porque él dependía demasiado de ellos.
Al final Hoopa ya no es egoísta ya que ha aprendido a respetar la naturaleza y controla el poder de su forma desatada, porque pudo calmar toda la ira que esta contenía. También se ve que ha logrado ver que tiene un fuerte sentido de la justicia ya que decide ayudar en la reconstrucción de la Torre Dahara, que por culpa de su sombra, había sido destruida.

## Personajes

### Humanos
Ash Ketchum (サトシ Satoshi?)
 Seiyū: Rica Matsumoto
Clemont (シトロン Shitoron?, Citron)
 Seiyū: Yūki Kaji
Bonnie (ユリーカ Yurika?, Eureka)
 Seiyū: Mariya Ise
Serena (セレナ?)
 Seiyū: Mayuki Makiguchi
Jessie (ムサシ Musashi?)
 Seiyū: Megumi Hayashibara
James (コジロウ Kojirō?)
 Seiyū: Shinichirō Miki
Meray (メアリ Meary?, Mary)
 Seiyū: Shoko Nakagawa
Baraz (バルザ Baruza?, Barza)
 Seiyū: Tatsura Fujiwara
Ghris (グリス Gurisu?)
 Seiyū: Toshiyuki Morikawa

### Pokémon
Pikachu (ピカチュウ?)
 Seiyū: Ikue Otani
Meowth (ニャース Nyāsu?, Nyarth)
 Seiyū: Inuko Inuyama
Hoopa Contenido (フーパ いましめら Fūpa Imashimera?)
 Seiyū: Rie Kugimiya
Hoopa Desatado (フーパ ときはなたれ Fūpa Tokihanatare?)
 Seiyū: Koichi Yamadera

## Recepción
Pokémon: Hoopa y un Duelo Histórico recibió críticas mixtas a positivas por parte de la audiencia y los fanes. En el sitio web Rotten Tomatoes la audiencia le dio una aprobación de 49%, basada en más de 70 votos, con una calificación promedio de 3.3/5. En la página web IMDb tiene una calificación de 6.2 basada en más de 400 votos. En la página MyAnimeList tiene una calificación de 7.0, basada en más de 3000 votos.